# Lista amerykańskich senatorów ze stanu Alabama
Lista amerykańskich senatorów ze stanu Alabama – senatorzy wybrani ze stanu Alabama.
Stan Alabama został włączony do Unii 14 grudnia 1819 roku. Posiada prawo do obsadzania mandatów senatorskich 2. i 3. klasy. W marcu 1861 Senat ogłosił wakat na miejscu senatorów z Alabamy, gdy stan ten wziął udział w secesji. Mandaty zostały przywrócone w lipcu 1868. Do 8 kwietnia 1913 roku (ratyfikowania 17. poprawki do Konstytucji) senatorowie byli wybierani przez stanowy parlament. Od tego czasu wybierani są w wyborach powszechnych.

## 2. klasa
| Lp.   | Imię i nazwisko        | Imię i nazwisko      | Od                   | Do                   | Partia                             | Kadencja                                                                                       | Uwagi |
| ----- | ---------------------- | -------------------- | -------------------- | -------------------- | ---------------------------------- | ---------------------------------------------------------------------------------------------- | --- |
| 1     | William R. King        |                      | 14 grudnia 1819      | 15 kwietnia 1844     | Partia Demokratyczno-Republikańska | 1                                                                                              | Wybrany w 1819                                                                                           |
| 1     | William R. King        | Jacksonian Party     | 14 grudnia 1819      | 15 kwietnia 1844     | 2                                  | Reelekcja w 1822                                                                               | |
| 1     | William R. King        | Partia Demokratyczna | 14 grudnia 1819      | 15 kwietnia 1844     | 3                                  | Reelekcja w 1828                                                                               | |
| 1     | William R. King        | Partia Demokratyczna | 14 grudnia 1819      | 15 kwietnia 1844     | 4                                  | Reelekcja w 1834                                                                               | |
| 1     | William R. King        | Partia Demokratyczna | 14 grudnia 1819      | 15 kwietnia 1844     | 5                                  | Reelekcja w 1840 Zrezygnował przed końcem kadencji, by objąć urząd ambasadora USA we Francji   | |
| Wakat | Wakat                  | Wakat                | 15 kwietnia 1844     | 22 kwietnia 1844     |                                    | 5                                                                                              | |
| 2     | Dixon Hall Lewis       |                      | 22 kwietnia 1844     | 24 października 1848 | Partia Demokratyczna               | 5                                                                                              | Mianowany do dokończenia kadencji w 1844                                                                 |
| 2     | Dixon Hall Lewis       | 6                    | 22 kwietnia 1844     | 24 października 1848 | Partia Demokratyczna               | Wybrany na pełną kadencję w 1847 Zmarł w trakcie trwania kadencji w 1848                       | |
| Wakat | Wakat                  | Wakat                | 24 października 1848 | 25 listopada 1848    |                                    | 6                                                                                              | |
| 3     | Benjamin Fitzpatrick   |                      | 25 listopada 1848    | 30 listopada 1849    | Partia Demokratyczna               | 6                                                                                              | Mianowany do kontynuowania kadencji w 1848 Zrezygnował po wyborze następcy                               |
| 4     | Jeremiah Clemens       |                      | 30 listopada 1849    | 4 marca 1853         | Partia Demokratyczna               | 6                                                                                              | Wybrany do dokończenia kadencji w wyborach specjalnych w 1849 Przegrał wybory w 1853                     |
| Wakat | Wakat                  | Wakat                | 4 marca 1853         | 29 listopada 1853    |                                    | 7                                                                                              | Parlament nie zdołał wybrać senatora                                                                     |
| 5     | Clement Claiborne Clay |                      | 29 listopada 1853    | 21 stycznia 1861     | Partia Demokratyczna               | 7                                                                                              | Wybrany z opóźnieniem w 1853                                                                             |
| 5     | Clement Claiborne Clay | 8                    | 29 listopada 1853    | 21 stycznia 1861     | Partia Demokratyczna               | Reelekcja w 1858 Przestał być członkiem Senatu na skutek secesji Alabamy                       | |
| Wakat | Wakat                  | Wakat                | 21 stycznia 1861     | 13 lipca 1868        |                                    | 8                                                                                              | Wojna secesyjna i Rekonstrukcja                                                                          |
| Wakat | Wakat                  | Wakat                | 21 stycznia 1861     | 13 lipca 1868        | 9                                  |                                                                                                | Wojna secesyjna i Rekonstrukcja                                                                          |
| 6     | Willard Warner         |                      | 13 lipca 1868        | 4 marca 1871         | Partia Republikańska               | 9                                                                                              | Wybrany do dokończenia kadencji w 1868 Przegrał wybory w 1870                                            |
| 7     | George Goldthwaite     |                      | 4 marca 1871         | 4 marca 1877         | Partia Demokratyczna               | 10                                                                                             | Wybrany w 1870 Nie starał się o reelekcję w 1876                                                         |
| 8     | John Tyler Morgan      |                      | 4 marca 1877         | 11 czerwca 1907      | Partia Demokratyczna               | 11                                                                                             | Wybrany w 1876                                                                                           |
| 8     | John Tyler Morgan      | 12                   | 4 marca 1877         | 11 czerwca 1907      | Partia Demokratyczna               | Reelekcja w 1882                                                                               | |
| 8     | John Tyler Morgan      | 13                   | 4 marca 1877         | 11 czerwca 1907      | Partia Demokratyczna               | Reelekcja w 1888                                                                               | |
| 8     | John Tyler Morgan      | 14                   | 4 marca 1877         | 11 czerwca 1907      | Partia Demokratyczna               | Reelekcja w 1894                                                                               | |
| 8     | John Tyler Morgan      | 15                   | 4 marca 1877         | 11 czerwca 1907      | Partia Demokratyczna               | Reelekcja w 1900                                                                               | |
| 8     | John Tyler Morgan      | 16                   | 4 marca 1877         | 11 czerwca 1907      | Partia Demokratyczna               | Reelekcja w 1907 Zmarł w trakcie trwania kadencji w 1907                                       | |
| Wakat | Wakat                  | Wakat                | 11 czerwca 1907      | 18 czerwca 1907      |                                    | 16                                                                                             | |
| 9     | John H. Bankhead       |                      | 18 czerwca 1907      | 1 marca 1920         | Partia Demokratyczna               | 16                                                                                             | Mianowany do kontynuowania kadencji w 1907 Wybrany do dokończenia kadencji w wyborach specjalnych w 1907 |
| 9     | John H. Bankhead       | 17                   | 18 czerwca 1907      | 1 marca 1920         | Partia Demokratyczna               | Wybrany z wyprzedzeniem na pełną kadencję w 1911                                               | |
| 9     | John H. Bankhead       | 18                   | 18 czerwca 1907      | 1 marca 1920         | Partia Demokratyczna               | Reelekcja w 1918 Zmarł w trakcie trwania kadencji w 1920                                       | |
| Wakat | Wakat                  | Wakat                | 1 marca 1920         | 5 marca 1920         |                                    | 18                                                                                             | |
| 10    | B. B. Comer            |                      | 5 marca 1920         | 3 listopada 1920     | Partia Demokratyczna               | 18                                                                                             | Mianowany do kontynuowania kadencji w 1920 Zrezygnował po wyborze następcy                               |
| 11    | James Thomas Heflin    |                      | 3 listopada 1920     | 4 marca 1931         | Partia Demokratyczna               | 18                                                                                             | Wybrany do dokończenia kadencji w wyborach specjalnych w 1920                                            |
| 11    | James Thomas Heflin    | 19                   | 3 listopada 1920     | 4 marca 1931         | Partia Demokratyczna               | Wybrany na pełną kadencję w 1924 Przegrał wybory w 1930                                        | |
| 12    | John H. Bankhead II    |                      | 4 marca 1931         | 12 czerwca 1946      | Partia Demokratyczna               | 20                                                                                             | Wybrany w 1930                                                                                           |
| 12    | John H. Bankhead II    | 21                   | 4 marca 1931         | 12 czerwca 1946      | Partia Demokratyczna               | Reelekcja w 1936                                                                               | |
| 12    | John H. Bankhead II    | 22                   | 4 marca 1931         | 12 czerwca 1946      | Partia Demokratyczna               | Reelekcja w 1942 Zmarł w trakcie trwania kadencji w 1946                                       | |
| Wakat | Wakat                  | Wakat                | 12 czerwca 1946      | 15 czerwca 1946      |                                    | 22                                                                                             | |
| 13    | George R. Swift        |                      | 15 czerwca 1946      | 6 listopada 1946     | Partia Demokratyczna               | 22                                                                                             | Mianowany do kontynuowania kadencji w 1946 Zrezygnował po wyborze następcy                               |
| 14    | John Sparkman          |                      | 6 listopada 1946     | 3 stycznia 1979      | Partia Demokratyczna               | 22                                                                                             | Wybrany do dokończenia kadencji w wyborach specjalnych w 1946                                            |
| 14    | John Sparkman          | 23                   | 6 listopada 1946     | 3 stycznia 1979      | Partia Demokratyczna               | Wybrany na pełną kadencję w 1948                                                               | |
| 14    | John Sparkman          | 24                   | 6 listopada 1946     | 3 stycznia 1979      | Partia Demokratyczna               | Reelekcja w 1954                                                                               | |
| 14    | John Sparkman          | 25                   | 6 listopada 1946     | 3 stycznia 1979      | Partia Demokratyczna               | Reelekcja w 1960                                                                               | |
| 14    | John Sparkman          | 26                   | 6 listopada 1946     | 3 stycznia 1979      | Partia Demokratyczna               | Reelekcja w 1966                                                                               | |
| 14    | John Sparkman          | 27                   | 6 listopada 1946     | 3 stycznia 1979      | Partia Demokratyczna               | Reelekcja w 1972 Nie starał się o reelekcję w 1978                                             | |
| 15    | Howell Heflin          |                      | 3 stycznia 1979      | 3 stycznia 1997      | Partia Demokratyczna               | 28                                                                                             | Wybrany w 1978                                                                                           |
| 15    | Howell Heflin          | 29                   | 3 stycznia 1979      | 3 stycznia 1997      | Partia Demokratyczna               | Reelekcja w 1984                                                                               | |
| 15    | Howell Heflin          | 30                   | 3 stycznia 1979      | 3 stycznia 1997      | Partia Demokratyczna               | Reelekcja w 1990 Nie starał się o reelekcję w 1996                                             | |
| 16    | Jeff Sessions          |                      | 3 stycznia 1997      | 9 lutego 2017        | Partia Republikańska               | 31                                                                                             | Wybrany w 1996                                                                                           |
| 16    | Jeff Sessions          | 32                   | 3 stycznia 1997      | 9 lutego 2017        | Partia Republikańska               | Reelekcja w 2002                                                                               | |
| 16    | Jeff Sessions          | 33                   | 3 stycznia 1997      | 9 lutego 2017        | Partia Republikańska               | Reelekcja w 2008                                                                               | |
| 16    | Jeff Sessions          | 34                   | 3 stycznia 1997      | 9 lutego 2017        | Partia Republikańska               | Reelekcja w 2014 Zrezygnował przed końcem kadencji, by objąć urząd prokuratora generalnego USA | |
| 17    | Luther Strange         | 34                   |                      | 9 lutego 2017        | 3 stycznia 2018                    | Partia Republikańska                                                                           | Mianowany do kontynuowania kadencji w 2017 Przegrał prawybory przed wyborami specjalnymi w 2017          |
| 18    | Doug Jones             |                      | 3 stycznia 2018      | 3 stycznia 2021      | Partia Demokratyczna               | 34                                                                                             | Wybrany do dokończenia kadencji w wyborach specjalnych w 2017 Przegrał wybory na pełną kadencję w 2020   |
| 19    | Tommy Tuberville       |                      | 3 stycznia 2021      | nadal                | Partia Republikańska               | 35                                                                                             | Wybrany w 2020                                                                                           |

## 3. klasa
| Lp.   | Imię i nazwisko      | Imię i nazwisko                | Od                                                 | Do                | Partia                                             | Kadencja                                                                                                  | Uwagi |
| ----- | -------------------- | ------------------------------ | -------------------------------------------------- | ----------------- | -------------------------------------------------- | --- | --- |
| 1     | John Williams Walker |                                | 14 grudnia 1819                                    | 12 grudnia 1822   | Partia Demokratyczno-Republikańska                 | 1 | Wybrany w 1819 Zrezygnował przed końcem kadencji w 1822 |
| 2     | William Kelly        |                                | 12 grudnia 1822                                    | 4 marca 1825      | Partia Demokratyczno-Republikańska                 | 1 | Wybrany do dokończenia kadencji w wyborach specjalnych w 1822 |
| 3     | Henry H. Chambers    |                                | 4 marca 1825                                       | 24 stycznia 1826  | Jacksonian Party (późniejsza Partia Demokratyczna) | 2 | Wybrany w 1824 Zmarł w trakcie trwania kadencji w 1826 |
| Wakat | Wakat                | Wakat                          | 24 stycznia 1826                                   | 17 lutego 1826    |                                                    | 2 | |
| 4     | Israel Pickens       |                                | 17 lutego 1826                                     | 27 listopada 1826 | Jacksonian Party                                   | 2 | Mianowany do kontynuowania kadencji w 1826 Zrezygnował po wyborze następcy                                                                                               |
| 5     | John McKinley        |                                | 27 listopada 1826                                  | 4 marca 1831      | Jacksonian Party                                   | 2 | Wybrany do dokończenia kadencji w wyborach specjalnych w 1826 Przegrał wybory w 1831                                                                                     |
| 6     | Gabriel Moore        |                                | 4 marca 1831                                       | 4 marca 1837      | Jacksonian Party potem National Republican Party   | 3 | Wybrany w 1831 Przegrał wybory w 1836 lub 1837 |
| 7     | John McKinley        |                                | 4 marca 1837                                       | 22 kwietnia 1837  | Partia Demokratyczna                               | 4 | Wybrany w 1836 lub 1837 Zrezygnował przed końcem kadencji, by objąć urząd sędziego Sądu Najwyższego USA                                                                  |
| Wakat | Wakat                | Wakat                          | 22 kwietnia 1837                                   | 19 czerwca 1837   |                                                    | 4 | |
| 8     | Clement Comer Clay   |                                | 19 czerwca 1837                                    | 15 listopada 1841 | Partia Demokratyczna                               | 4 | Wybrany do dokończenia kadencji w wyborach specjalnych w 1837 Zrezygnował przed końcem kadencji w 1841                                                                   |
| Wakat | Wakat                | Wakat                          | 15 listopada 1841                                  | 24 listopada 1841 |                                                    | 4 | |
| 9     | Arthur P. Bagby      |                                | 24 listopada 1841                                  | 16 czerwca 1848   | Partia Demokratyczna                               | 4 | Wybrany do dokończenia kadencji w wyborach specjalnych w 1841 |
| 9     | Arthur P. Bagby      | 5                              | 24 listopada 1841                                  | 16 czerwca 1848   | Partia Demokratyczna                               | Wybrany na pełną kadencję w 1842 Zrezygnował przed końcem kadencji, by objąć urząd ambasadora USA w Rosji | |
| Wakat | Wakat                | Wakat                          | 16 czerwca 1848                                    | 1 lipca 1848      |                                                    | 5 | |
| 10    | William R. King      |                                | 1 lipca 1848                                       | 20 grudnia 1852   | Partia Demokratyczna                               | 5 | Mianowany do kontynuowania kadencji w 1848 Wybrany do dokończenia kadencji w wyborach specjalnych w 1848                                                                 |
| 10    | William R. King      | 6                              | 1 lipca 1848                                       | 20 grudnia 1852   | Partia Demokratyczna                               | Wybrany na pełną kadencję w 1848 lub 1849 Zrezygnował przed końcem kadencji w 1852                        | |
| Wakat | Wakat                | Wakat                          | 20 grudnia 1852                                    | 14 stycznia 1853  |                                                    | 6 | |
| 11    | Benjamin Fitzpatrick |                                | 14 stycznia 1853                                   | 4 marca 1855      | Partia Demokratyczna                               | 6 | Mianowany do kontynuowania kadencji w 1853 Wybrany do dokończenia kadencji w wyborach specjalnych w 1853                                                                 |
| Wakat | Wakat                | Wakat                          | 4 marca 1855                                       | 26 listopada 1855 |                                                    | 7 | Parlament nie zdołał wybrać senatora |
| 11    | Benjamin Fitzpatrick |                                | 26 listopada 1855                                  | 21 stycznia 1861  | Partia Demokratyczna                               | 7 | Wybrany z opóźnieniem na pełną kadencję w 1855 Przestał być członkiem Senatu na skutek secesji Alabamy                                                                   |
| Wakat | Wakat                | Wakat                          | 21 stycznia 1861                                   | 13 lipca 1868     |                                                    | 7 | Wojna secesyjna i Rekonstrukcja |
| Wakat | Wakat                | Wakat                          | 21 stycznia 1861                                   | 13 lipca 1868     | 8                                                  | | Wojna secesyjna i Rekonstrukcja |
| Wakat | Wakat                | Wakat                          | 21 stycznia 1861                                   | 13 lipca 1868     | 9                                                  | | Wojna secesyjna i Rekonstrukcja |
| 12    | George E. Spencer    |                                | 13 lipca 1868                                      | 4 marca 1879      | Partia Republikańska                               | 9 | Wybrany do dokończenia kadencji w 1868 |
| 12    | George E. Spencer    | 10                             | 13 lipca 1868                                      | 4 marca 1879      | Partia Republikańska                               | Wybrany na pełną kadencję w 1872 Nie starał się o reelekcję w 1878                                        | |
| 13    | George S. Houston    |                                | 4 marca 1879                                       | 31 grudnia 1879   | Partia Demokratyczna                               | 11 | Wybrany w 1878 Zmarł w trakcie trwania kadencji w 1879 |
| Wakat | Wakat                | Wakat                          | 31 grudnia 1879                                    | 7 stycznia 1880   |                                                    | 11 | |
| 14    | Luke Pryor           |                                | 7 stycznia 1880                                    | 24 listopada 1880 | Partia Demokratyczna                               | 11 | Mianowany do kontynuowania kadencji w 1880 Zrezygnował po wyborze następcy                                                                                               |
| 15    | James L. Pugh        |                                | 24 listopada 1880                                  | 4 marca 1897      | Partia Demokratyczna                               | 11 | Wybrany do dokończenia kadencji w wyborach specjalnych w 1880 |
| 15    | James L. Pugh        | 12                             | 24 listopada 1880                                  | 4 marca 1897      | Partia Demokratyczna                               | Wybrany na pełną kadencję w 1884                                                                          | |
| 15    | James L. Pugh        | 13                             | 24 listopada 1880                                  | 4 marca 1897      | Partia Demokratyczna                               | Reelekcja w 1890 Przegrał wybory w 1896                                                                   | |
| 16    | Edmund Pettus        |                                | 4 marca 1897                                       | 27 lipca 1907     | Partia Demokratyczna                               | 14 | Wybrany w 1896 |
| 16    | Edmund Pettus        | 15                             | 4 marca 1897                                       | 27 lipca 1907     | Partia Demokratyczna                               | Reelekcja w 1903 Zmarł w trakcie trwania kadencji w 1907                                                  | |
| Wakat | Wakat                | Wakat                          | 27 lipca 1907                                      | 6 sierpnia 1907   |                                                    | 15 | |
| 17    | Joseph F. Johnston   |                                | 6 sierpnia 1907                                    | 8 sierpnia 1913   | Partia Demokratyczna                               | 15 | Wybrany do dokończenia kadencji w wyborach specjalnych w 1907 |
| 17    | Joseph F. Johnston   | 16                             | 6 sierpnia 1907                                    | 8 sierpnia 1913   | Partia Demokratyczna                               | Wybrany z wyprzedzeniem na pełną kadencję w 1907 Zmarł w trakcie trwania kadencji w 1913                  | |
| Wakat | Wakat                | Wakat                          | 8 sierpnia 1913                                    | 11 maja 1914      |                                                    | 16 | |
| 18    | Francis S. White     |                                | 11 maja 1914                                       | 4 marca 1915      | Partia Demokratyczna                               | 16 | Wybrany do dokończenia kadencji w wyborach specjalnych w 1914 Nie starał się o wybór na pełną kadencję w 1914                                                            |
| 19    | Oscar Underwood      |                                | 4 marca 1915                                       | 4 marca 1927      | Partia Demokratyczna                               | 17 | Wybrany w 1914 |
| 19    | Oscar Underwood      | 18                             | 4 marca 1915                                       | 4 marca 1927      | Partia Demokratyczna                               | Reelekcja w 1920 Nie starał się o reelekcję w 1926                                                        | |
| 20    | Hugo Black           |                                | 4 marca 1927                                       | 20 sierpnia 1937  | Partia Demokratyczna                               | 19 | Wybrany w 1926 |
| 20    | Hugo Black           | 20                             | 4 marca 1927                                       | 20 sierpnia 1937  | Partia Demokratyczna                               | Reelekcja w 1932 Zrezygnował przed końcem kadencji, by objąć urząd sędziego Sądu Najwyższego USA          | |
| 21    | Dixie Bibb Graves    | 20                             |                                                    | 20 sierpnia 1937  | 11 stycznia 1938                                   | Partia Demokratyczna                                                                                      | Mianowana do kontynuowania kadencji w 1938 Nie starała się o wybór w wyborach specjalnych                                                                                |
| 22    | J. Lister Hill       | 20                             |                                                    | 11 stycznia 1938  | 3 stycznia 1969                                    | Partia Demokratyczna                                                                                      | Mianowany do kontynuowania kadencji w 1938 Wybrany do dokończenia kadencji w wyborach specjalnych w 1938                                                                 |
| 22    | J. Lister Hill       | 21                             | Wybrany na pełną kadencję w 1938                   | 11 stycznia 1938  | 3 stycznia 1969                                    | Partia Demokratyczna                                                                                      | |
| 22    | J. Lister Hill       | 22                             | Reelekcja w 1944                                   | 11 stycznia 1938  | 3 stycznia 1969                                    | Partia Demokratyczna                                                                                      | |
| 22    | J. Lister Hill       | 23                             | Reelekcja w 1950                                   | 11 stycznia 1938  | 3 stycznia 1969                                    | Partia Demokratyczna                                                                                      | |
| 22    | J. Lister Hill       | 24                             | Reelekcja w 1956                                   | 11 stycznia 1938  | 3 stycznia 1969                                    | Partia Demokratyczna                                                                                      | |
| 22    | J. Lister Hill       | 25                             | Reelekcja w 1962 Nie starał się o reelekcję w 1968 | 11 stycznia 1938  | 3 stycznia 1969                                    | Partia Demokratyczna                                                                                      | |
| 23    | James Allen          |                                | 3 stycznia 1969                                    | 1 czerwca 1978    | Partia Demokratyczna                               | 26 | Wybrany w 1968 |
| 23    | James Allen          | 27                             | 3 stycznia 1969                                    | 1 czerwca 1978    | Partia Demokratyczna                               | Reelekcja w 1974 Zmarł w trakcie trwania kadencji w 1978                                                  | |
| Wakat | Wakat                | Wakat                          | 1 czerwca 1978                                     | 8 czerwca 1978    |                                                    | 27 | |
| 24    | Maryon Pittman Allen |                                | 8 czerwca 1978                                     | 7 listopada 1978  | Partia Demokratyczna                               | 27 | Mianowana do kontynuowania kadencji w 1978 Przegrała prawybory przed wyborami specjalnymi w 1978                                                                         |
| 25    | Donald W. Stewart    |                                | 7 listopada 1978                                   | 2 stycznia 1981   | Partia Demokratyczna                               | 27 | Wybrany do dokończenia kadencji w wyborach specjalnych w 1978 Przegrał prawybory w 1980 Zrezygnował przed końcem kadencji, by wybrany następca mógł szybciej objąć urząd |
| 26    | Jeremiah Denton      |                                | 2 stycznia 1981                                    | 3 stycznia 1987   | Partia Republikańska                               | 27 | Mianowany do dokończenia kadencji, będąc już wcześniej wybrany na kolejną kadencję                                                                                       |
| 26    | Jeremiah Denton      | 28                             | 2 stycznia 1981                                    | 3 stycznia 1987   | Partia Republikańska                               | Wybrany w 1980 Przegrał wybory w 1986                                                                     | |
| 27    | Richard Shelby       |                                | 3 stycznia 1987                                    | 3 stycznia 2023   | Partia Demokratyczna (do 1994)                     | 29 | Wybrany w 1986 |
| 27    | Richard Shelby       | Partia Republikańska (od 1994) | 3 stycznia 1987                                    | 3 stycznia 2023   | 30                                                 | Reelekcja w 1992                                                                                          | |
| 27    | Richard Shelby       | Partia Republikańska (od 1994) | 3 stycznia 1987                                    | 3 stycznia 2023   | 31                                                 | Reelekcja w 1998                                                                                          | |
| 27    | Richard Shelby       | Partia Republikańska (od 1994) | 3 stycznia 1987                                    | 3 stycznia 2023   | 32                                                 | Reelekcja w 2004                                                                                          | |
| 27    | Richard Shelby       | Partia Republikańska (od 1994) | 3 stycznia 1987                                    | 3 stycznia 2023   | 33                                                 | Reelekcja w 2010                                                                                          | |
| 27    | Richard Shelby       | Partia Republikańska (od 1994) | 3 stycznia 1987                                    | 3 stycznia 2023   | 34                                                 | Reelekcja w 2016 Nie starał się o reelekcję w 2022                                                        | |
| 28    | Katie Britt          |                                | 3 stycznia 2023                                    | nadal             | Partia Republikańska                               | 35 | Wybrana w 2022 |